# Pirátství vodních toků

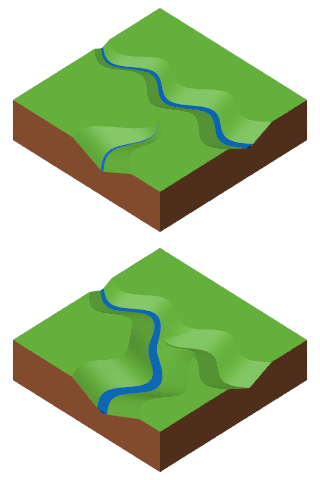
Schematicky znázorněné podchycení vod zpětnou erozí; níže po proudu postiženého toku zůstává opuštěné koryto.

Pirátství vodních toků (boj o rozvodí, říční pirátství, načepování) znamená, když jeden silně erodující vodní tok přesouvá zpětnou erozí vlastní pramen tak, až načepuje jiný tok, většinou výše položený, mělce zahloubený a slaběji erodující, a odebere mu veškerou vodu. Ostrá změna směru toku v takovém místě se pak označuje jako náčepní loket. Načepovaný tok ve svém původním korytu zaniká, nebo se jeho pramen posouvá níže po proudu. Jednou z fází pirátství řek je bifurkace. K pirátství vodních toků může dojít nejen erozí, ale i např. sesuvem půdy nebo tektonickým posunem.
V Česku tento jev výrazně ovlivnil mj. směřování řek Vltavy, Chrudimky či Vláry. Ze zahraničních řek je rodící se načepování možno pozorovat v krasové oblasti mezi horními toky Rýna a Dunaje (tzv. Propadání Dunaje).

## Příklady v Česku
- Horní Chrudimka původně pod Hoješínem tekla dále na severozápad údolím dnešního Počáteckého a níže Zlatého potoka (Hedvičino údolí) do Doubravy. Vlivem tektonických pohybů v oblasti dnešní vodní nádrže Seč ji ale načepoval potok směřující na severovýchod přes Bojanov (dnes dolní tok Chrudimky).
- Vlára byla původně jeden z mnoha pravých přítoků Váhu stékajících z Bílých Karpat. Jelikož je zde erozní báze (údolí Váhu) mnohem níže než na druhé (moravské) straně hor, Vlára postupně proerodovala skrz hlavní hřeben a načepovala celé horní povodí Olšavy (resp. jejího přítoku Kolelače).
- Vltava nad Rožmberkem byla původně horním tokem Feldaistu na povodí Dunaje. Povodí bylo načepováno od severu krumlovským tokem, náčepní loket je v místě ostrého ohybu řeky na soutoku s Rybnickým potokem.